# Juan de la Jaraquemada

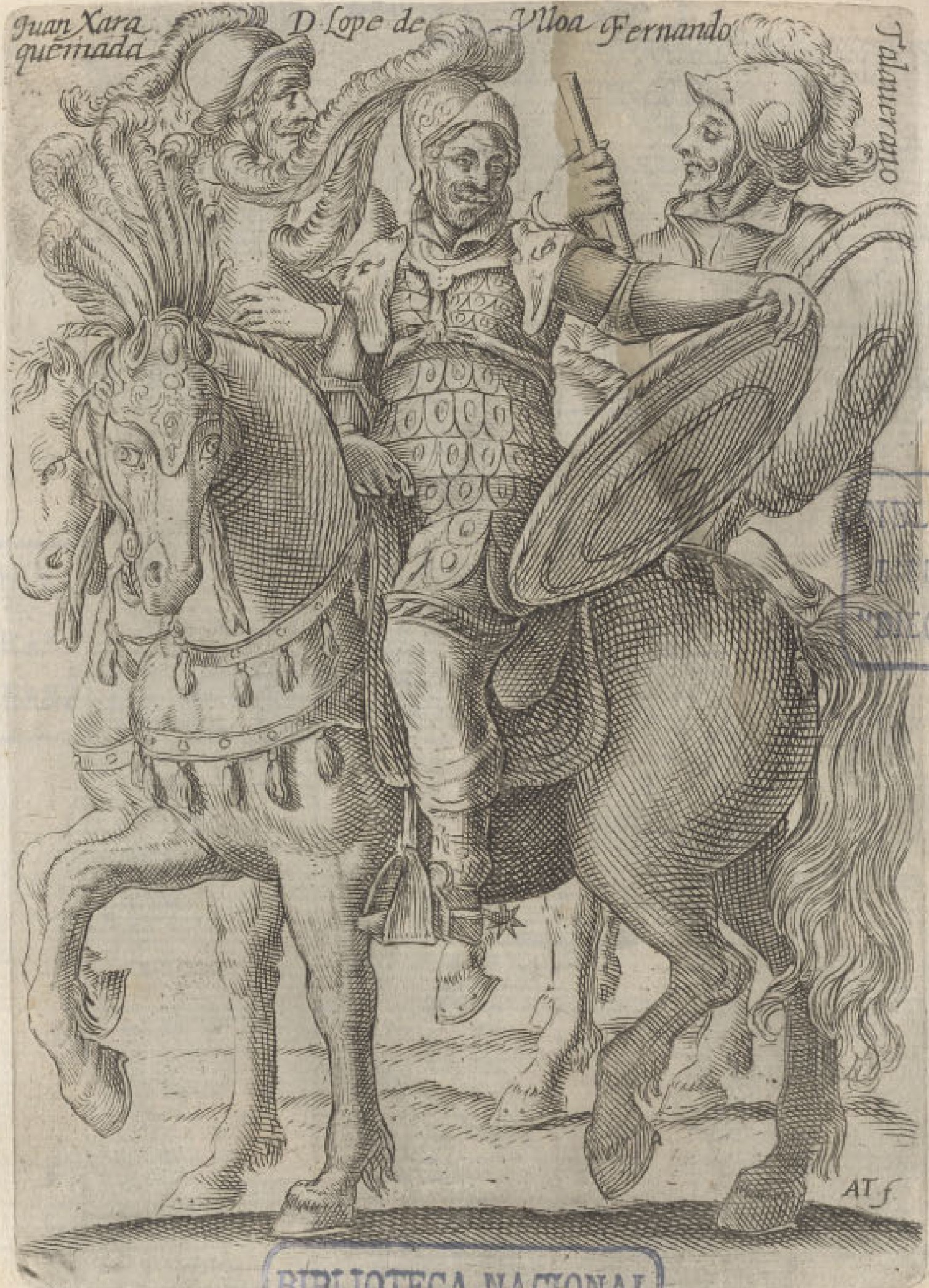
Los gobernadores Juan de la Jaraquemada, Lope de Ulloa y Lemos y Fernando Talaverano Gallegos, según la obra del padre Ovalle.

Juan de la Jaraquemada y Codina, (Islas Canarias 1563 - † Santiago de Chile, abril de 1612); militar español que, designado por el virrey del Perú Juan de Mendoza y Luna, marqués de Montesclaros, desempeñó el cargo de capitán general y gobernador de Chile, además de presidente de su Real Audiencia. Su gobierno en aquella destinación colonial se extendió entre el 1 de enero de 1611 y el 27 de marzo de 1612.

## Antes de ser gobernador
Al ser designado gobernador, Jaraquemada era un militar veterano de unos 50 años. Había servido en penosas campañas en la guerra de Flandes, a las que había llegado como paje de guion del Duque de Alba. Después había trabajado para Martín de Padilla, conde de Santa Gadea, en la época en que éste era adelantado mayor de Castilla, sirviendo de capitán de una de sus compañías. 
Cuando el sobrino de Padilla, Juan de Mendoza y Luna, marqués de Montesclaros, fue nombrado virrey de Nueva España, Jaraquemada pasó a América con él. Permaneció al servicio del marqués de Montesclaros, cuando este fue ascendido al virreinato del Perú, y en esta situación lo sorprendió la vacancia de la gobernación de Chile.

## Gobierno
Jaraquemada zarpó de El Callao el 4 de diciembre de 1610, con un refuerzo de 200 soldados para la Guerra de Arauco. Arribó a Valparaíso el 1 de enero de 1611. De inmediato le sorprendió la pobreza del lugar. 

### Primeras medidas
En Santiago le llamó la atención la falta de caballos para las tropas, que se debía a que los hacendados locales, cansados de las contribuciones de guerra, habían decidido dedicarse a la crianza de mulas. El gobernador no encontró otra solución que prohibir de plano la cría de mulas en Chile, avergonzado de que los mapuches estuvieran mejor montados que los españoles. 
Tras persuadirse de que la situación en la frontera con los mapuches estaba en un abierto estado de guerra, contra lo informado por un gobernador anterior Alonso García de Ramón, Jaraquemada se dirigió al área de operaciones. Allí pasó todo el otoño austral (marzo, abril y mayo) inspeccionando, uno por uno, los fuertes, y haciéndose más acabada idea de la situación militar.

### Algunos incidentes
A principios de diciembre, pasadas las lluvias invernales, Jaraquemada se dispuso a pasar la frontera y atacar. Pero dos incidentes lo obligaron a posponer algunas semanas las operaciones.
Primero, se comenzó a temer que los mapuches de Talcamávida y Catiray, que se encontraban ya sometidos, se sublevaran. Esta inquietud había crecido tras el asesinato aislado de dos españoles. Jaraquemada se dirigió al lugar y decidió ahorcar a los mapuches más sospechosos.
El tanto, en Angol, dos soldados españoles habían sido sorprendidos realizando actos de sodomía o practicando la homosexualidad. Ambos habían sido detenidos cuando se disponían a huir a territorio mapuche. Jaraquemada se movió al lugar y determinó que los dos fueran quemados en la hoguera.

### Breve campaña
El 19 de diciembre, habiéndosele unido el maestre de campo Álvaro Núñez de Pineda, la columna expedicionaria del gobernador completaba 800 hombres. Con ella se adentró en territorio mapuche buscando encontrar a las fuerzas que entonces dirigía Ainavilo secundado por Pelantaro, consistentes en 6 mil guerreros, según se estimaba.
El 29 de diciembre se produjo el combate de Paillahuén, en el que Jaraquemada resultó vencedor, dispersando a los mapuches, pero sin conseguir infligirles mayores daños. Murieron 16 caciques y 48 guerreros mapuches, contra 1 español. Desde entonces, Jaraquemada debió enfrentarse a partidas que actuaban aisladamente por todas las comarcas fronterizas. Por esto se debió limitar, durante enero de 1612, a realizar las habituales e ineficaces expediciones punitivas, quemando ranchos y sembrados.

### Salida del gobierno
Entonces llegó a Chile la noticia de que Felipe III había decidido un cambio de rumbo respecto a la Guerra de Arauco. Se aprobó implementar la Guerra Defensiva, un sistema propuesto por el jesuita Luis de Valdivia. 
También se había decidido en Madrid un nuevo gobernador encargado de ejecutar dicha política, Alonso de Ribera, que entonces se encontraba en Tucumán. 
Enterado de la noticia, Jaraquemada escribió al rey expresándole:
- Que consideraba a la Guerra Defensiva una política nefasta.
- Que todos los españoles de Chile se oponían a ella.
- Que esperaba que Alonso de Ribera, a quien consideraba un buen soldado, pudiera mitigar los efectos negativos que vendrían.

Sabiendo que dejaría el cargo, Jaraquemada dedicó el mes de febrero a reprimir una sublevación que recorría toda la línea del Río Biobío. El 27 de marzo, Alonso de Ribera asumía el cargo en Santiago de Chile.